# Mogyoróska, Borsod-Abaúj-Zemplén
Mogyoróska este un sat în districtul Gönc, județul Borsod-Abaúj-Zemplén, Ungaria, având o populație de 84 de locuitori (2011). 

## Demografie
Componența etnică a satului Mogyoróska
     Maghiari (83,72%)
     Ruteni (11,63%)
     Necunoscut (4,65%)
     Alții (4,65%)
Componența confesională a satului Mogyoróska
     Greco-catolici (54,76%)
     Romano-catolici (9,52%)
     Fără religie (8,33%)
     Necunoscută (27,38%)
     Alte religii (3,57%)
Conform recensământului din 2011, satul Mogyoróska avea 84 de locuitori. Din punct de vedere etnic, majoritatea locuitorilor (83,72%) erau maghiari, cu o minoritate de ruteni (11,63%). Apartenența etnică nu este cunoscută în cazul a 4,65% din locuitori.  Din punct de vedere confesional, majoritatea locuitorilor (54,76%) erau greco-catolici, existând și minorități de romano-catolici (9,52%) și persoane fără religie (8,33%). Pentru 27,38% din locuitori nu este cunoscută apartenența confesională.